# Bidarahalli, Heggadadevankote
Bidarahalli là một làng thuộc tehsil Heggadadevankote, huyện Mysore, bang Karnataka, Ấn Độ.